# Acanthocladus pulcherrimus
Acanthocladus pulcherrimus es una especie de Magnoliopsida del género Acanthocladus, de la familia Polygalaceae, del orden Fabales.

## Distribución
Acanthocladus pulcherrimus se distribuye por Brasil (Bahia, Minas Gerais, Espirito Santo, Rio de Janeiro).

## Taxonomía
Fue descrita científicamente por (Kuhlm.) J.F.B.Pastore & D.B.O.S.Cardoso. Fue publicado por primera vez en Pastore, J. F. B., & Cardoso, D. B. O. S. (2010). In: Novon 20(3): 321.